# 칼 조아킴 프리드릭
칼 조아킴 프리드릭(Carl Joachim Friedrich, 1901년 6월 5일, 독일식 발음은 카를 요아힘 프리드리히, 라이프치히, 독일 제국 - 1984년 9월 19일, 매사추세츠주 렉싱턴)는 독일계 미국인 교수이자 정치 이론가였다.
법과 헌법에 대한 그의 저술은 제2차 세계대전이후 세계 최고의 정치 과학자중 한 명으로 평가받는다. 그는 전체주의에관한 이론에 대해 가장 영향력있는 학자중 한 사람으로 여겨지기도한다.

## 같이 보기
- 대의 민주주의